# Mirganj (Uttar Pradesh)
Mirganj – miasto w północnych Indiach w stanie Uttar Pradesh, na Nizinie Hindustańskiej.
Populacja miasta w 2001 roku wynosiła 13 336 mieszkańców.